# ديانا باريرا
ديانا باريرا (20 يناير 1987 بويتون في الولايات المتحدة - ) هي لاعبة كرة قدم أمريكية وغواتيمالية في مركز الهجوم. شاركت مع منتخب غواتيمالا الوطني لكرة القدم للسيدات.

## وصلات خارجية
- ديانا باريرا على موقع قاعدة بيانات كرة القدم.إي يو (الإنجليزية)
- ديانا باريرا على موقع Soccerway.com (الإنجليزية)